# 达赖·午东措克
达赖·午东措克（羅馬化：Danai Udomchoke，1981年8月11日—）是泰國男子網球運動員。在2005年至2008年期間，他在泰国男子网球單打排名第二号，仅次于帕拉东·斯里查潘，现居住於曼谷。

## 赢得的资格赛
| 名次 | 日期       | 锦标赛                | 场地                  | 决赛对手                           | 比分    |
| 1.   | 2003年10月 | 印度Dharward          | 硬地-Hard             | 中華臺北 王宇佐                    | 7-6 6-1 |
| 2.   | 2005年5月  | 韩国釜山              | 硬地-Hard             | 美国 保罗·高士坦（Paul Goldstein） | 7-6 6-1 |
| 3.   | 2005年7月  | 加拿大Granby          | 硬地-Hard             | 法國 Gregory Carraz                | 6-5 6-2 |
| 4.   | 2005年11月 | 美国伊利诺州Champaign | 室内硬地-Hard indoors | 美国 Justin Gimelstob              | 7-6 6-4 |
| 5.   | 2006年4月  | 印度Chikmagalur       | 硬地-Hard             | 日本 松井·Toshihide                | 6-0 6-2 |
| 6.   | 2006年5月  | 乌兹别克斯坦Fergana   | 硬地-Hard             | 奥地利 Alexander Peya              | 6-0 6-2 |
| 7.   | 2006年11月 | 韩国釜山              | 硬地-Hard             | 美国 保罗·高士坦                   | 6-2 6-0 |

## 亚洲比赛最好成绩
在2006年多哈亚洲运动会〔卡塔尔〕上战胜韩国选手李亨泽（Lee Hyung-taik），为泰国获得男单冠军。

## 外部連結
- 达赖·午东措克（英文/西班牙文）的官方資料
- 达赖·午东措克的國際網球總會 職業／青少年 官方資料（英文）
- 达赖·午东措克的官方資料（英文）
- ATP资料[永久]
- Jiro's Tennis Homepage
- YouTube
- 个人網站
- Udomchoke Recent Match Results
- Udomchoke World Ranking History
- Thai Men Recent Match Results